# Petone

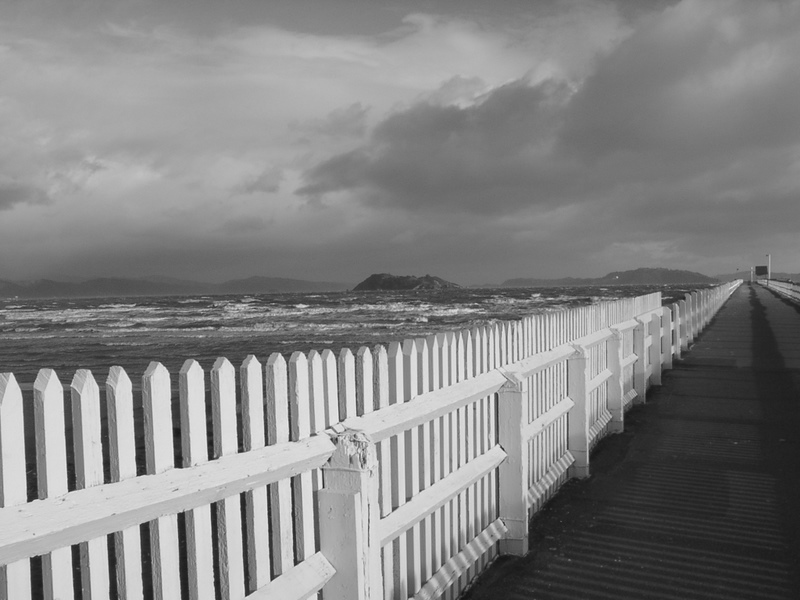

Petone é um grande subúrbio da cidade de Lower Hutt, na região de Wellington, na ilha Norte da Nova Zelândia. Ele está localizado no extremo sul do vale de Hutt, na costa norte de Wellington Harbour.